# Турин (провінція)
Провінція Турин (італ. Provincia di Torino) — колишня провінція Італії, у регіоні П'ємонт. З 1 січня 2015 року замінена метрополійним містом Турин
Площа провінції — 6 829 км², населення — 2 308 846 осіб.
Столицею провінції було місто Турин.

## Географія

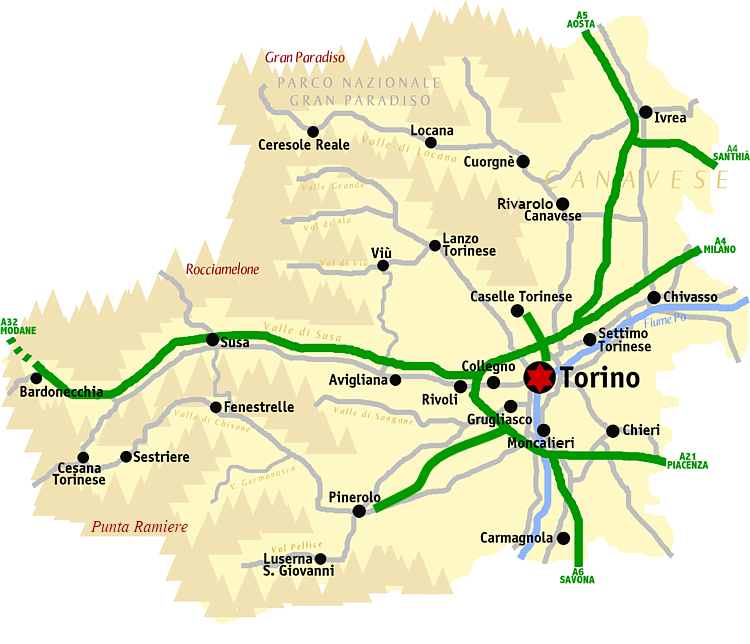
Мапа провінції

Провінція межувала на півночі з Валле-д'Аоста, на сході з провінцією Б'єлла, провінцією Верчеллі, провінцією Алессандрія і провінцією Асті, на півдні з провінцією Кунео, на заході з Францією.

## Основні муніципалітети
Найбільші за кількістю мешканців муніципалітети (ISTAT):
| Ном. | Муніципалітет    | Населення (осіб) | Площа (км²) | Густота (ос/км²) | Висота (м.н.р.м.) |
| ---- | ---------------- | ---------------- | ----------- | ---------------- | ----------------- |
| 1°   | Турин            | 910.437          | 130,17      | 6994             | 239               |
| 2°   | Монкальєрі       | 55.983           | 47,63       | 1175,37          | 260               |
| 3°   | Колленьо         | 50.158           | 18,10       | 2771             | 302               |
| 4°   | Ріволі           | 49.986           | 29,52       | 1693,29          | 352               |
| 5°   | Нікеліно         | 48.864           | 20,6        | 2443             | 229               |
| 6°   | Сеттімо-Торінезе | 47.494           | 32,37       | 1467             | 207               |
| 7°   | Грульяско        | 37.825           | 13          | 2910             | 293               |
| 8°   | Пінероло         | 35.143           | 50          | 665              | 376               |
| 9°   | Венарія-Реале    | 34.563           | 20          | 1728,15          | 262               |
| 10°  | К'єрі            | 34.312           | 54          | 595              | 305               |